# صوت الأمة (جريدة)
صوت الأمة هي جريدة مستقلة أسسها عدلى المولد المحامي عام 1984 ثم توقفت عن الصدور بوفاته عام 1994.
بعد التوقف بـ6 أعوام اشتراها «عصام إسماعيل فهمي» عام 2000 وعادت للصدور تحت رئاسة تحرير الكاتب الصحفي عادل حمودة حتى عام 2005.
تولى «إبراهيم عيسى» رئاسة التحرير ومعه وائل الإبراشي كرئيس تحرير تنفيذى حتى تولى الإبراشى رئاسة التحرير منفردا من 2006 وحتى يونيو 2008، تولي عبد الحليم قنديل رئاسة التحريرمن يوليو 2008 وحتي مارس 2009, ثم تولى سيد عبد العاطي رئاسة التحرير من منتصف مارس 2009 وحتى منتصف ديسمبر من العام نفسه حيث تولى وائل الإبراشي، وعاد مرة أخرى عبد الحليم قنديل لرئاسة التحرير في أبريل 2011 بعد اعلان الابراشى تأسيس حزب خاص يترأسه.

## وصلات خارجية
- الموقع الرسمي